# Frans van Essen (muzikant)
Frans van Essen (Haarlem, 12 maart 1980) is een Nederlandse popmuzikant en producer.

## Biografie
Van Essen werd geboren in Haarlem en woont in Amsterdam. Hij richtte in 1996 de band Silkstone op. In 2003 kwam hij onder contract bij Sony en sindsdien trad hij veelvuldig met Silkstone op, waaronder op Lowlands en Pinkpop, bij MTV, TMF, 3FM, Radio 538 en in Barend & Van Dorp, Top of the Pops, Paradiso, Tivoli, HMH en De Oosterpoort. Silkstone toerde ook naar New York en St. Petersburg.
Na een breuk met Sony ging Silkstone in 2007 de Londense studio van de producers Paul Simm (Neneh Cherry, Sugababes) en Sam Frank (Jamie Cullum, John Legend) in om het tweede studioalbum van Silkstone te realiseren.
Naast de band heeft Van Essen een eigen bedrijf dat zich richt op sounddesign, productie en liedjes schrijven. De opdrachten variëren van muziek voor televisieprogramma's, reclame, film en websites tot popliedjes. Hij schreef liedjes met onder anderen Alain Clark, Blaxtar, Romanga (r.o.o.o.m), Dewi Pechler (Idols), Gordon, Raphaella (Idols), Paul Simm, Sam Frank en Michael Garvin. Zijn studio is gevestigd te Amsterdam.

## Discografie Silkstone

### Singles
| Single met eventuele hitnotering(en) in de Nederlandse Top 40 | Datum van verschijnen | Datum van binnenkomst | Hoogste positie | Aantal weken | Opmerkingen |
| ------------------------------------------------------------- | --------------------- | --------------------- | --------------- | ------------ | ----------- |
| Ready                                                         | 04-2002               | 27-04-2002            | 40              | 2            |             |
| Rain has come                                                 | 09-2002               | -                     |                 |              |             |
| Blue X-mas                                                    | 12-2002               | -                     |                 |              |             |
| What's the reason?                                            | 03-2003               | 22-03-2003            | tip3            | -            |             |
| Lost                                                          | 06-2003               | -                     |                 |              |             |
| Here in your world                                            | 01-2008               | 15-03-2008            | 35              | 2            |             |